# Elektrocochleographie
Unter Elektrocochleographie, abgekürzt ECochG, versteht man eine Untersuchungsmethode der Hals-Nasen-Ohren-Heilkunde zur Messung von Potentialen, die als Antwort auf akustische Reize innerhalb der Schnecke (Cochlea) erzeugt werden.
Die gemessene elektrische Aktivität tritt innerhalb 1–3 Millisekunden nach dem akustischen Reiz (Klickgeräusch oder kurzer Ton, sogenannter Tonburst) auf. Zur Messung muss eine Elektrode möglichst nahe an die Schnecke gebracht werden, also im äußeren Gehörgang nahe dem Trommelfell oder – deutlich besser, aber invasiv – eine Nadelelektrode durch das Trommelfell hindurch an das Promontorium.
Es sind drei unterschiedliche Potentiale messbar, nämlich das
- Mikrophonpotential (cochlear microphonic, CM), das in der Form etwa dem auslösenden Reiz entspricht und als Reizantwort der äußeren Haarzellen angesehen wird, das
- Summationspotential (summating potential, SP), das ebenfalls reizsynchron ist und als Ausdruck der nichtlinearen Schwingungen der Basilarmembran gedeutet wird und das
- Summenaktionspotential des Hörnerven (compound action potential, CAP, AP; deutsch auch SAP abgekürzt), das ebenfalls abhängig von der Reizstärke ist und das identisch mit der ersten Welle (I) der Kurven bei der Hirnstammaudiometrie ist.

Eine hohe negative SP-Amplitude wird als Ausdruck eines endolymphatischen Hydrops beim Morbus Menière angesehen, wobei meist das Verhältnis des Summationspotentials zum Summenaktionspotential (SP/CAP-Quotient) ausgewertet wird. Grundsätzlich kann auch die ECochG wie die Hirnstammaudiometrie (BERA) zur Hörschwellenbestimmung verwendet werden.